# 김영옥 (역도 선수)
김영옥(1976년 2월 11일~)은 조선민주주의인민공화국의 역도 선수이다. 2000년 하계 올림픽과 1999년 세계 역도 선수권 대회에 조선민주주의인민공화국을 대표해 참가했다.